# The Dark Wave
The Dark Wave (in etwa Die dunkle Welle) ist ein US-amerikanischer Dokumentar-Kurzfilm von Jean Negulesco aus dem Jahr 1956 mit dem der Produzent John Healy in zwei Kategorien für einen Oscar nominiert war.

## Inhalt
Der Film zeigt ein ganz normales 12-jähriges Mädchen in einer typischen amerikanischen Stadt. Als die Zwölfjährige an schwerer Epilepsie erkrankt, ist ihre Familie sehr betroffen und weiß nicht, wie sie damit umgehen soll. Die Beeinträchtigungen durch die Epilepsie wirken sich auf das Leben des Mädchen aus und bringen diverse Einschränkungen mit sich. Erst nachdem die Familie Gespräche mit ihrem Hausarzt und einem renommierten Facharzt geführt hat, lichtet sich das Mysterium, das die Störung umgibt, und völlig unangebracht ist, für alle Beteiligten. 
Gezeigt wird sodann, wie Eltern, Schulfreunde und das tägliche Umfeld des Mädchens mit deren epileptischen Anfällen umgehen, wobei Reaktionen anderer Menschen eingefangen werden. Des Weiteren wird den Ursachen von Epilepsie nachgegangen und deren Auswirkungen auf Patienten sowohl hinsichtlich der physischen als auch der psychologischen Aspekte detailliert erörtert.  

## Produktion, Veröffentlichung
Der in 4-Track Stereo gedrehte Film wurde von Twentieth Century Fox erstellt und auch vertrieben. Die künstlerische Leitung lag bei Lyle R. Wheeler und Jack Martin Smith. Als Sponsor trat die Variety Club Foundation auf.
Der Film wurde in den USA erstmals im Mai 1956 im Waldorf-Astoria-Hotel in New York gezeigt. Sein Serientitel lautet: CinemaScope Specials (Third Serie) (#9): The Dark Wave. Veröffentlicht wurde der Film zudem in Peru unter dem Titel La onda oscura.

## Auszeichnungen
Oscarverleihung 1957:
- Oscarnominierung für John Healy in der Kategorie „Bester Kurzfilm“ (2 Filmrollen). Die Auszeichnung ging jedoch an George K. Arthur und seinen Film Der Mantel nach Maß über einen blauen Mantel, dessen Motive auf Nikolai Gogols Kurzgeschichte Der Mantel zurückgehen.
- Oscarnominierung für John Healy in der Kategorie „Bester Dokumentar-Kurzfilm“. Der Oscar ging jedoch an Louis Clyde Stoumen und seinen Film The True Story of the Civil War, der den Sezessionskrieg thematisiert.[2]